# ヘイト (プロレスラー)
ヘイト（HATE、本名：ペーター・ヴィーヒャーズ(Peter Wiechers)、1972年10月3日 - ）は、ドイツ出身のプロレスラーおよびプロレスのプロモーター。身長おおよそ191センチメートル、体重おおよそ98キログラム。
ディー”エヌ”エー(D'n'A)というギミックを備えつつ、その活動の大部分をウエストサイド・エクストリーム・レスリングを舞台に行ってきた。

## 来歴
ノルトライン＝ヴェストファーレン州ミュールハイム・アン・デア・ルールのシュティルム城砦生まれと自称し、1999年―おおよそ26歳の時にプロレスラーとしてのデビューを行った。
2000年の暮れの頃にさっそくシグマスタ・ラッポと組んだ『ユーロ・スリート』という名のタッグチームをもってノーザン・アマチュア・レスリング・アライアンス(NAWA)というドイツのプロレス団体のタッグ王座を獲得。そしてこの年に産声を上げたウエストサイド・エクストリーム・レスリング(wXw)の主宰に就任。
それからというもの、そのwXwを主戦場としつつ、母国ドイツの数多のプロレス団体を始め、その隣国にあたるオランダやオーストリアのプロレス団体への参戦も行ってきた。
wXwにあっては、2002年におけるエクストリーム王座の獲得を皮切りに、それから2005年に掛けてこのハードコア系の王座を8度にわたって獲得。そうしたなかで2003年から2004年に掛けて2度にわたってタッグ王座を獲得した。
2006年になるとwXwの主催者を退任。それ以後にあってもこの団体への参戦は継続し、その数多の大会群を舞台に、アーレス、マーク・スレーター、リコ・ブシドー、アダム・ポラク、アンドリュー・パターソン、カーネイジ、ジョン・モクスリー、サムタック・ジャックなどといった各国の選手らとともにテーブル、画鋲、観客持込凶器、そして蛍光灯などを用いたデスマッチを展開している。

## 外部
- 公式マイスペース